# Мошинский, Иосиф Юлианович
Иосиф Юлианович Мошинский (пол. Józef Moszyński; 1860—1914) — русский инженер-архитектор польского происхождения, автор ряда зданий в стиле модерн, преподаватель.

## Биография
Родился в 1860 году. В 1888 году окончил курс наук в Институте гражданских инженеров, со званием гражданского инженера и правом на чин 10 класса. 11 июня 1887 года определен на службу в Министерство внутренних дел, с откомандированием для занятий в техническом строительном комитете.
21 октября того же года утвержден в звании коллежского секретаря. 14 мая 1890 года назначен членом особой комиссии по приспособлению здания штаба отдельного корпуса жандармов для помещения департамента полиции, причем ему было поручено производство работ по постройке этого здания под руководством статского советника Новицкого.
29 мая 1892 года назначен младшим архитектором строительного отделения Санкт-Петербургского губернского правления. 14 ноября того же года командирован в Варшаву для освидетельствования строительных работ по перестройке Большого театра. 16 декабря 1893 года произведен в коллежские асессоры. 18 сентября 1895 года назначен преподавателем в институте гражданских инженеров.
19 марта 1896 года уволен от должности младшего архитектора строительного отделения Санкт-Петербургского губернского правления. С 1 по 5 сентября 1900 года был штатным преподавателем в этом институте. 29 декабря 1902 года назначен техником при канцелярии комиссии по устройству казарм, с оставлением в прежней должности. В том же году получил чин статского советника. 
Скончался 15 апреля 1914 года в городе Гродзиск-Мазовецкий.

## Постройки
- Комплекс зданий психиатрической больницы им. Кащенко в селе Никольское.
- Здание картографического заведения А. А. Ильина (улица Александра Блока, 2—3; 1899)[1].
- Доходный дом (Графский переулок, 10; 1900)[2].
- Дом Общества гражданских инженеров (Серпуховская улица, 10; 1901—1902).
- Дом А. Н. Штальман (Загородный проспект, 45; 1906—1907).

## Награды
- Орден Святого Владимира 4-й ст. (1892).
- Орден Святого Станислава 2-й ст. (1901).

## Адреса в Санкт-Петербурге
- Ул. Гончарная, д. 13[3].